# Transatlantic
Transatlantic foi um supergrupo norte-americano de rock progressivo formada em 1999 pelo vocalista e tecladista Neal Morse, do Spock's Beard, e o baterista Mike Portnoy, do Dream Theater. O nome do grupo seria originalmente Second Nature, mas foi mudado após sugestão do artista Pet Nordin. O objetivo era fazer uma banda com os melhores integrantes da cena do rock e metal progressivo. Após 6 anos de inatividade (desde 2003) a banda anunciou seu retorno com um novo álbum previsto para o final de 2009.

## História
Morse e Portnoy primeiramente desejavam incluir o guitarrista Jim Matheos (da banda Fates Warning) na formação da banda, mas como sua presença não foi possível, o guitarrista e vocalista Roine Stolt (da banda The Flower Kings) foi convidado. A formação se tornou completa com a adição do baixista e veterano do rock progressivo Pete Trewavas, da banda Marillion.
Seu primeiro álbum SMPT:e (2000) recebeu críticas positivas, apesar de ser considerada por muitos um derivado de estilos progressivos contemporâneos. Uma turnê pelos Estados Unidos levou a um álbum duplo ao vivo, Transatlantic Live in America, e um videoclipe com o mesmo nome. A banda mostrou sua versatilidade neste álbum, apresentando covers de Beatles (Strawberry Fields Forever) e Genesis (um medley do épico Watcher of the Skies e Firth of Fifth.)
Apesar de SMPT:e conter a obra de trinta e um minutos All of the Above, o segundo álbum de estúdio, Bridge Across Forever (2001), mostrou a banda se voltando mais para o lado do rock progressivo. Ele contém somente quatro faixas.
A banda havia terminado após a saída de Morse para lançar uma carreira solo como cantor cristão, o que também incluiu sua saída do Spock's Beard. Um DVD ao vivo da última turnê da banda foi lançado em 2003, apresentando vários épicos do rock progressivo, além de um medley do álbum Abbey Road, dos Beatles. A versão estendida ainda conta com um cover de Shine on You Crazy Diamond, do Pink Floyd. Como bônus para os fãs de metal progressivo, Daniel Gildenlöw, da banda Pain of Salvation, participa do DVD como quinto membro da banda, tocando teclado, guitarra, percussão e vocal.
Em abril de 2009 o serviço de newsletter da banda Dream Theater anunciava o retorno da banda Transatlantic. O site oficial da banda também divulgava seu retorno com o lançamento de um novo álbum chamado The Whirlwind, que foi lançado no final de 2009.
Em 2023, o grupo lançou dois discos ao vivo (The Final Flight: Live at L’Olympia e uma gravação de uma apresentação na Morsefest), e Mike Portnoy confirmou que seriam os últimos trabalhos da banda.

## Discografia

### Álbuns em estúdio
- SMPT:e (2000)
- Bridge Across Forever (2001)
- The Whirlwind (2009)
- Kaleidoscope (2014)
- The Absolute Universe (2021)

### Álbuns ao vivo
- Live in America (2001)
- Live in Europe (2003)
- Whirld Tour 2010: Live in London (2010)
- More Never Is Enough: Live In Manchester & Tilburg 2010 (2011)
- The Final Flight: Live at L’Olympia (2023)

### Outros álbuns
- Bridge Across Forever Limited Edition (2001)
- The Transatlantic Demos (por Neal Morse) (2003)
- SMPTe - The Roine Stolt Mixes (2003)

## Videografia
- Live in America (vídeo, 2001)
- Building The Bridge (vídeo, 2002)
- Live in Europe Limited Edition (2003)
- Live in Europe (2003)
- Building the Bridge and Live in America (DVD, 2006)
- Whirld Tour 2010: Live in London (2010)
- KaLIVEoscope Live on Cologne (2014)

## Integrantes
- Neal Morse - vocal, vocal de apoio, sintetizador e guitarra
- Mike Portnoy - bateria, vocal e vocal de apoio
- Roine Stolt - vocal, guitarra e vocal de apoio
- Pete Trewavas - baixo, vocal e vocal de apoio

### Convidados
- Daniel Gildenlöw - guitarra, vocal, vocal de apoio, sintetizador e percussão
- Ted Leonard - guitarra, vocal de apoio, sintetizador e percussão (turnê de 2014, devido a problemas de saúde de Daniel Gildenlow)